# Tychowo (gromada)
Tychowo – dawna gromada, czyli najmniejsza jednostka podziału terytorialnego Polskiej Rzeczypospolitej Ludowej w latach 1954–1972.
Gromady, z gromadzkimi radami narodowymi (GRN) jako organami władzy najniższego stopnia na wsi, funkcjonowały od reformy reorganizującej administrację wiejską przeprowadzonej jesienią 1954 do momentu ich zniesienia z dniem 1 stycznia 1973, tym samym wypierając organizację gminną w latach 1954–1972.
Gromadę Tychowo z siedzibą GRN w Tychowie (wówczas wsi) utworzono – jako jedną z 8759 gromad na obszarze Polski – w powiecie białogardzkim w woj. koszalińskim na mocy uchwały nr 43/54 WRN w Koszalinie z dnia 5 października 1954. W skład jednostki weszły obszary dotychczasowych gromad Tychowo, Borzysław, Drzonowo Białogardzkie i Czarnkowo ze zniesionej gminy Tychowo w tymże powiecie. Dla gromady ustalono 20 członków gromadzkiej rady narodowej.
1 stycznia 1958 do gromady Tychowo włączono wieś Retowo ze zniesionej gromady Bukówko w tymże powiecie.
31 grudnia 1959 do gromady Tychowo włączono obszar zniesionej gromady Warnino oraz wsie Smęcino i Dzięciołowo ze zniesionej gromady Chmielno w tymże powiecie.
31 grudnia 1961 do gromady Tychowo włączono wsie Bukowo, Bukówko, Modrolas i Słonino ze zniesionej gromady Dobrowo w tymże powiecie. Z gromady Tychowo wyłączono natomiast obszar gruntów PGR Czapla Góra (30,44 ha), włączając go do gromady Dargiń w powiecie koszalińskim w tymże województwie.
Gromada przetrwała do końca 1972 roku, czyli do kolejnej reformy gminnej. 1 stycznia 1973 w powiecie białogardzkim reaktywowano gminę Tychowo (od 1999 w woj. zachodniopomorskim).